# SIS (文件格式)
SIS是“Software Installation Script”（软件安装脚本）的缩写。这是一种为塞班操作系统（主要应用于诺基亚手机的操作系统）设计的安装程序文件格式。
SIS文件格式不是该种系统的应用程序文件。真正的塞班应用程序包括.APP或.EXE文件。
另有衍生格式.SISX，是支持塞班操作系统版本9.1以上的新格式（.SIS支持的是该操作系统版本6.*/7.*/8.*的老一代格式），二者因塞班操作系统版本9.*与老版本6.*/7.*/8.*内核完全不兼容而分裂为两种互不相同的格式。